# Chrysochlamys micrantha
Chrysochlamys micrantha är en tvåhjärtbladig växtart som beskrevs av Adolf Engler. Chrysochlamys micrantha ingår i släktet Chrysochlamys och familjen Clusiaceae. Inga underarter finns listade i Catalogue of Life.